# Cuisine gabonaise
Le Gabon, pays de l'Afrique centrale présente une diversité culturelle et ethnique très importante.
De cette diversité découle une cuisine gabonaise riche en diversité et en saveurs.

## Produits de base
Les bases de la cuisine du Gabon se trouvent essentiellement dans les produits de la terre (comme la banane plantain, le manioc, la feuille de manioc, l'aubergine africaine, le piment, etc.) et les produits de la mer (à peu près toutes les sortes de poissons exotiques et de crustacés), mais les Gabonais consomment aussi la viande d'animaux terrestres, gibier (par exemple le rat palmiste) ou  volaille (le poulet, la pintade…).
La viande de brousse est très appréciée. Cela inclut antilope et phacochère mais aussi porc-épic, pangolin, serpent, crocodile, singe, etc. Autrefois, la chasse à l'éléphant pouvait fournir de la viande à tout un village et son partage était codifié.

## Principaux mets
La plupart des aliments  découlent des conditions de vie de chacune des multiples ethnies qui ont des habitudes spécifiques. Mais l'évolution démographique et les mélanges de populations ont conduit à  la mise en évidence  de mets phares, pratiquement nationaux, comme les feuilles de manioc, le nkumu, l'odika, la boulette, le nyembwe… que l'on retrouve dans tout le pays.
Les feuilles de manioc appelé mayagha en langue Nzebi sont accompagnées généralement de poisson fumé. Elles Asont pilées très finement puis bouillies. C'est un plat prisé par presque toute la population mais ne se cuisinent pas toujours de la même manière ; ainsi, les Fangs y ajoutent du sucre avec de l'huile de palme tandis que les Bakotas les font cuire à l'étouffée à l'aide des feuilles de bananier. Chez les Bapunus, les feuilles de manioc se cuisinent soit à l'huile de palme ou à l'huile d'arachide avec du poisson fumé ou de la viande fumée. 
Le Nkumu, de son nom scientifique gnetum africanum, fait partie du patrimoine alimentaire ancestral du peuple Téké, Obamba et Ndumu. C'est une feuille qui ne se cultive pas, elle se trouve sur une liane sauvage en forêt. Les femmes cueillent les rameaux feuillus, ou encore des tiges entières. Il se coupe en petits morceaux très fins. Il existe plusieurs façons différentes de le cuisiner et plusieurs accompagnements possibles. Ainsi  on a le Nkumu ofula et le Nkumu Andza, le plus souvent accompagné d'un bâton de manioc 

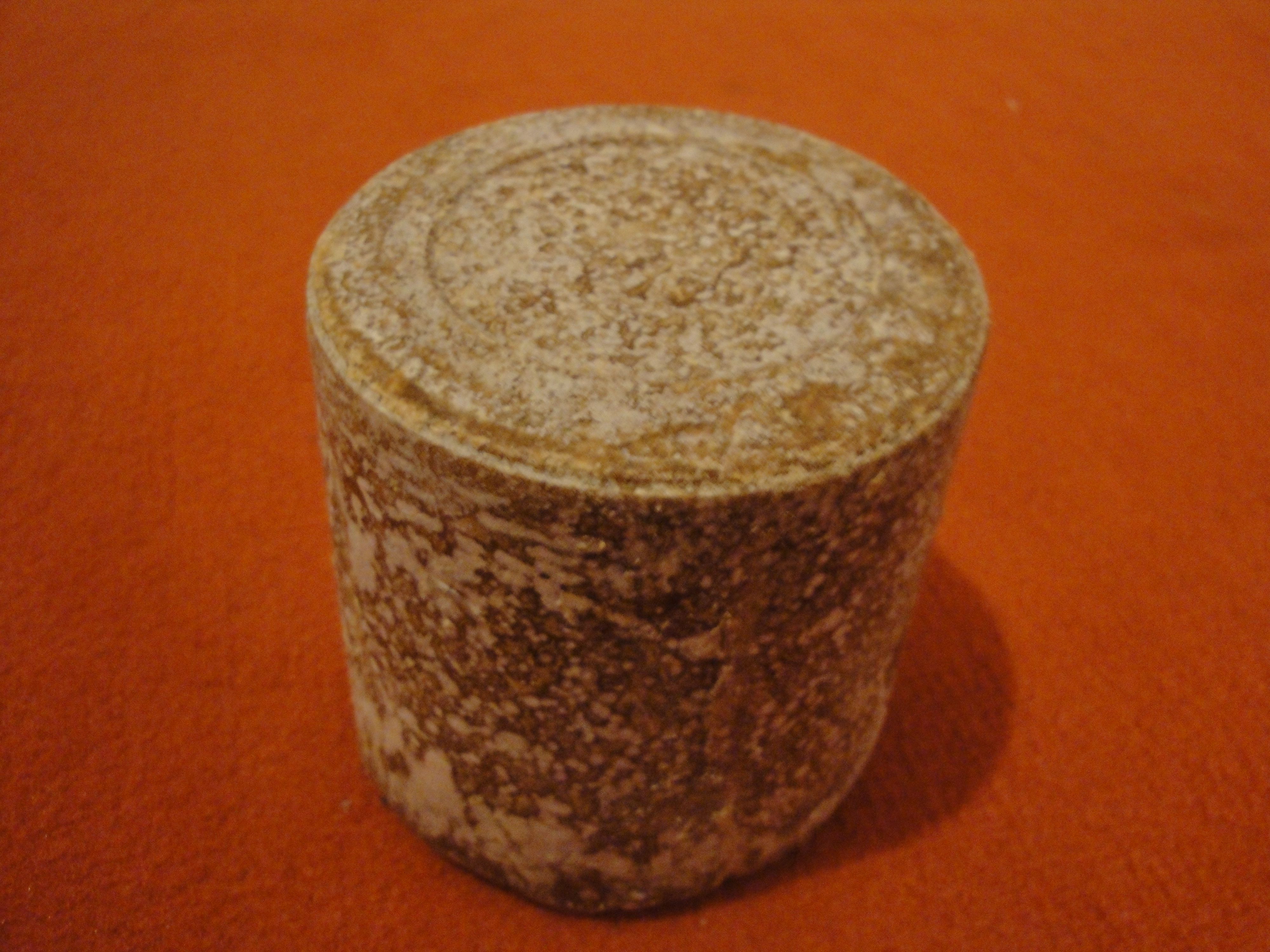
l'Odika bloc de « chocolat indigène ».

L’odika en langue Myènè, est une sauce à base du fruit d'acacias qui ressemble à une mangue sauvage et a le goût du cacao. Le « chocolat indigène » est utilisé par la majorité des ethnies, mais il est plus présent parmi les peuples du sud (Bapunu, Mitsogo, Vili, Téké…) On fait griller les graines et on les pile encore tièdes. En refroidissant, elles forment un bloc compact que l'on peut conserver aisément. Il suffit ensuite de râper le bloc sur une viande, par exemple du poulet fumé, pour faire une sauce au chocolat.
La boulette est en réalité une énorme boule de bananes plantain pilées et coupées en morceaux. Elle fait surtout partie de la culture Bapunu et est aussi appréciée par le groupe ethnique des Nzebi.
Le poulet nyembwé est le plat national par excellence ; il est considéré comme étant l'un des meilleurs plats au monde par CNN. L'origine de ce mets est l'ethnie Myènè où nyembwé signifie huile de palme. Le nyembwe est une sauce composée à base de purée de noix de palme ; elle se marie parfaitement avec toutes les viandes y compris les volailles. 

## Les spécialités
Chaque province du Gabon possède des spécialités qui se sont popularisées dans tout le pays.

### Estuaire
- Mambo (crabes farcis)
- Missénénés (couteaux de mer)
- Moinmbo mwa kudu (bouillon de tortue)

### Haut-Ogooué
- Le nkumu andza, ofula ou emboto (plat à base de feuilles de gnenum africanum)[7]
- Nguya (sanglier sauté dans son jus ou dans le chocolat indigène)
- Les tchangui (légumes amers)
- Ondili (sauce gombo à base de feuille d'hibiscus esculentus )
- Oyaba (paquet d'atanga)
- Okana (les asperges sauvages)
- Evoura tcha ndimba (les chenilles dans le chocolat indigène)
- Tchwi o tcha mari ma tcho (poisson d'eau douce à l'huile de palme)

### Moyen-Ogooué
- Nkondo (bouillon de carpe de l'Ogooué)
- Mambe (paquet de poisson à l'odika)

### Ngounié
- Mighube (feuilles de taro)
- Koku mu teri (le coq à la sauce de graines de courge)
- Ilotu (légumes)

### Nyanga
- Dissambu na mbologou (poisson salé aux aubergines)
- Ngumbe gumughe mu téri na ditouk (le porc-épic fumé au concombre/graines de courges)
- Doukoudaka (poisson requin dans la sauce d'huile de palme)
- Nlenf (huîtres)
- Tsara (feuille de manioc)

### Ogooué-Ivindo
- Le Soukouté plat  Kota (peuple)(paquet de feuilles de manioc pilées, de poisson frais, d'arachide crue écrasée, de l'épice appelée «Elondje» qui permet de ramollir la feuille et conserver sa verdure)
- Ekoa (les feuilles de manioc au bicarbonate de soude)
- Kondondo (paquet de tapioca à base de tubercules râpé, poisson fumé, crevettes et d'huile de palme)
- L’atanga sauté

### Ogooué-Lolo
- Mayagha (les feuilles de manioc)
- Nzaka (paquet de concombre au poisson fumé)
- Batséki na ico (aubergines sauvages avec banane plantain)
- Kouroudou (cœur de bananier)
- Bukulu (l'oseille)
- Mouniaka (légumes amers)

### Ogooué-Maritime
- Poulet Nyembwé (poulet à la sauce de noix de palme)
- Ngomba g'odika (le porc-épic dans le chocolat indigène)
- Ymbère (sardine fraiche et fumée)
- Iloupou (du folon au poisson fumé)
- Inkoubia (des coquillages d'huîtres)
- Kove (de la carangue salée ou fumée)
- Ewèrè y ézanga (poisson salé aux choux et carottes)

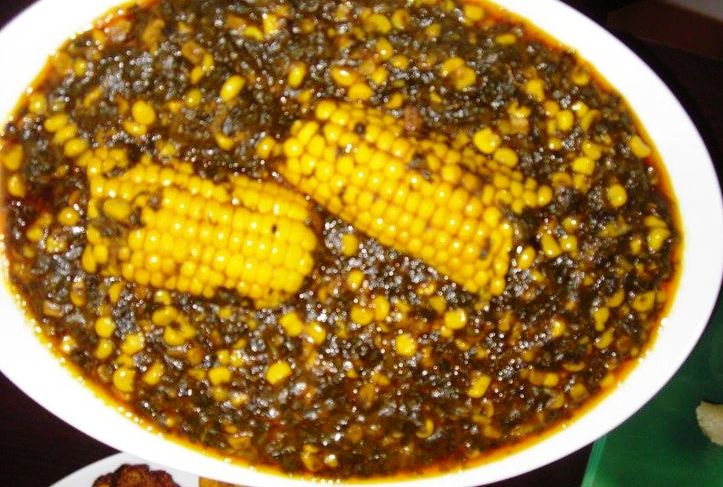
Safone medza'a.

### Woleu-Ntem
- Nfouk-owone (la poule à la sauce arachide)
- Mezack e nkou (feuilles de manioc avec arachides, noix de palmes et crevettes)
- Nkono owono (paquet d'arachide)
- Nnam ngwane (paquet de courge)
- Safone medza'a (feuilles de morelle noire comestible ou feuilles de melon cuits avec du jus de noix de palme et du maïs et mangé avec ou sans sucre)

## Accompagnements
- Le bâton de manioc (différentes variétés Téké, Fang, Myènè, Obamba, Nzébi...)
- La banane plantain (bouillie, frite)

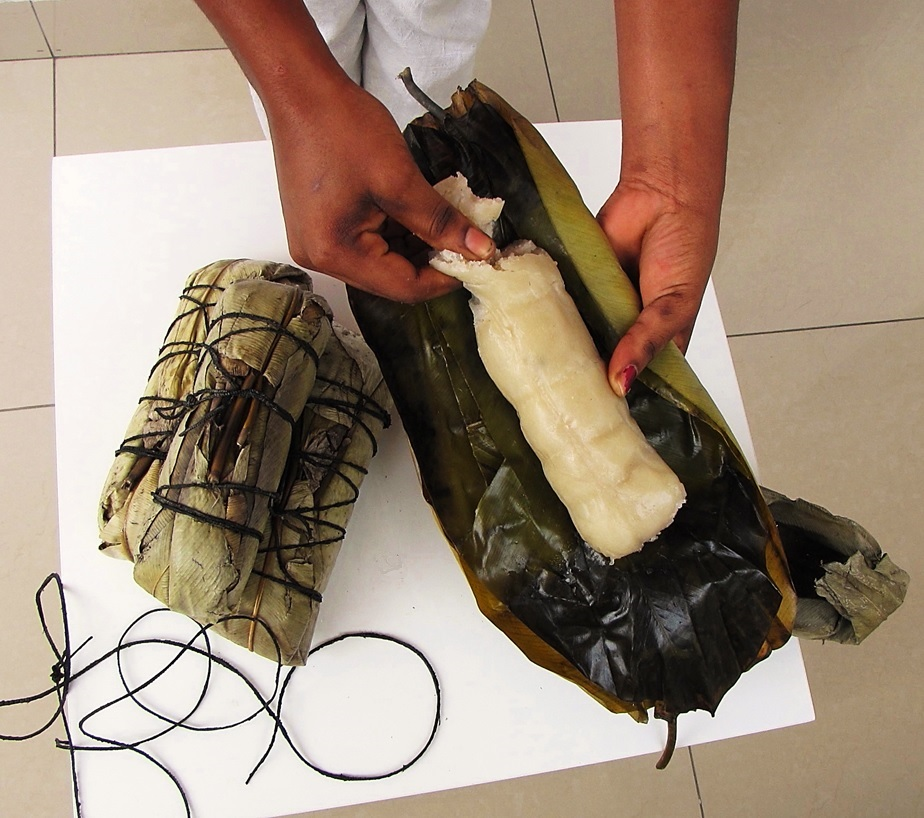
Manioc type Téké

- L'igname (bouillie, frite)
- Le ditouka (boulette de banane)
- Le Riz
- Le taro
- Le foufou (manioc, igname)
- Le gari
- Les patates douces

## Desserts
La cuisine gabonaise compte de nombreux desserts émanant des différentes ethnies que compte le pays. 

### Purée/Bouillie
- Mbwét : purée de maïs chez les Fang
- Mvali: Purée d'igname
- Malobi: purée de manioc de chez les Bapunu
- Mezana: purée de taro

### Beignets
- Gâteaux farines
- Gâteaux bananes
- Mekala me fon: beignets de maïs
- Kakwo eka: pâte de manioc frite sucré ou salée

### Snacks

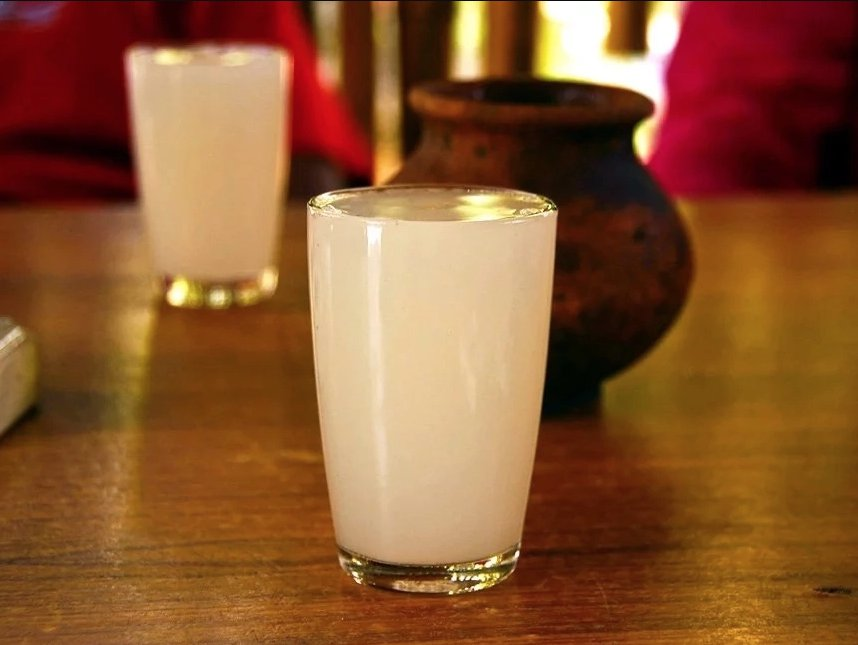
Verre de vin de palm

- Boule de coco grillé
- Chips de banane plantain
- Chips d'igname
- Badames grillés
- Les toffets

## Boissons
- La Régab (bière nationale)
- Le tutu (vin de palme)
- Le malamba (vin de canne à sucre fermenté)[8]

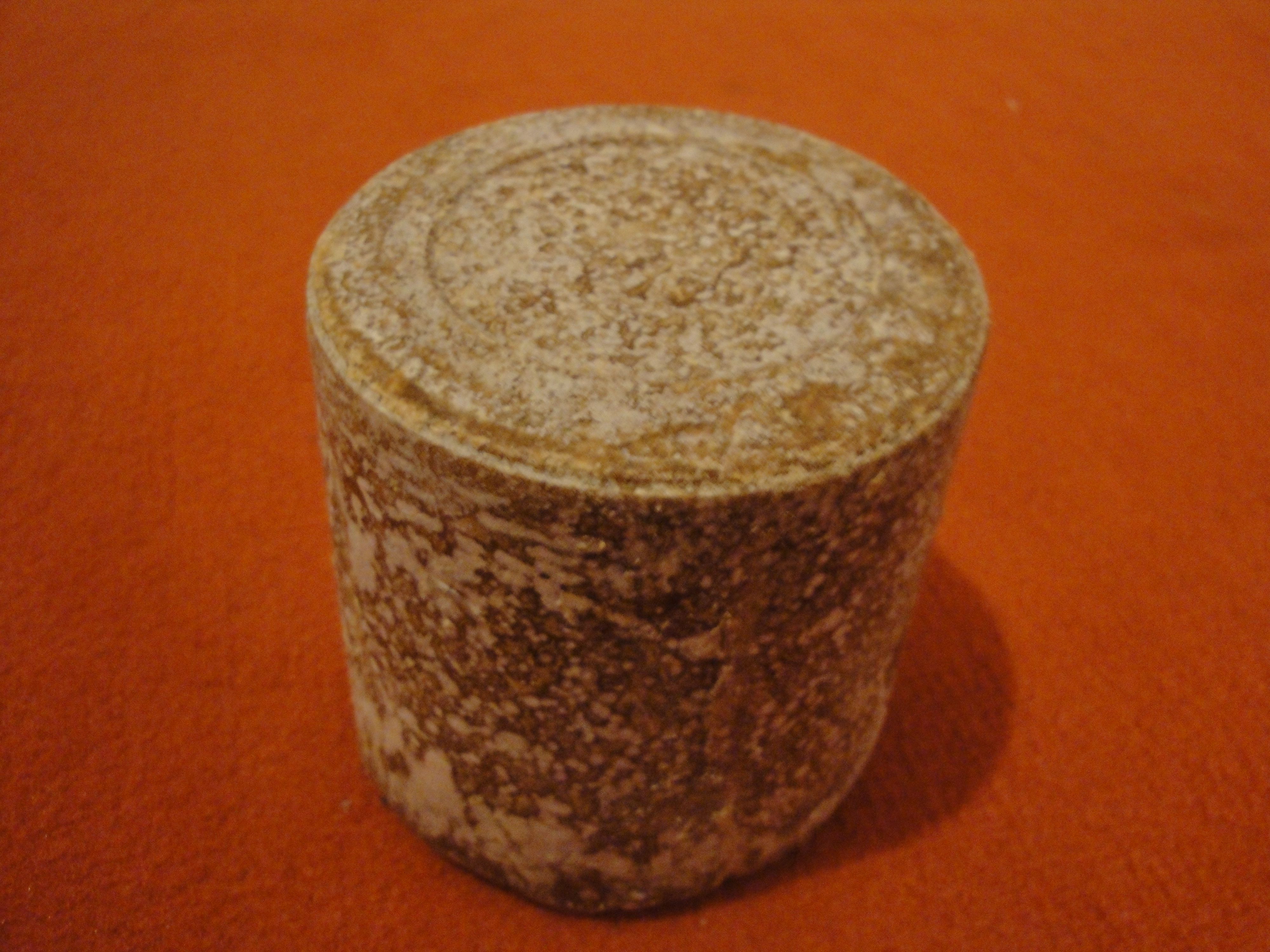
Bloc de chocolat indigène

- Le kunu
- Le bissap
- Kantu (Jus d'ananas )
- Jus de gingembre

## Épices
- Odika (le chocolat indigène)
- Ofula (le sel indigène)
- Lantsourou (cube indigène)
- Mufire (ail indigène du Gabon)
- Andou (piment en poudre)
- Muscade du Gabon

## Street food
- Les coupés-coupés
- Brochettes de ver de palmier
- Pain à l'haricot
- Spaghetti viande
- Les nikes
- Etc…